# The Sensational Pete Jolly Gasses Everybody
| Recensione | Giudizio |
| ---------- | -------- |
| AllMusic   |          |

The Sensational Pete Jolly Gasses Everybody è un album di Pete Jolly, pubblicato dall'etichetta discografica Charlie Parker Records nel 1962.
L'album era stato in precedenza (1959) pubblicato dalla Interlude Records (MO-505) con il titolo di "Porgy and Bess" a nome "Buddy Collette and The Poll Winners".

## Tracce

### LP
Lato A
Testi di Ira Gershwin, DuBose Heyward, musiche di George Gershwin.
1. Where's My Bess – 2:57
2. My Man' Gone Now – 3:25
3. Summertime – 4:13
4. It Ain't Necessarily So – 3:28

Lato B
Testi di Ira Gershwin, DuBose Heyward, musiche di George Gershwin.
1. I Got Plenty of Nuttin' – 2:39
2. There's a Boat That's Leavin' for New York – 4:23 (testo: Ira Gershwin – musica: George Gershwin)
3. Bess, You Is My Woman – 2:26
4. A Woman Is a Sometime Thing – 4:35

## Formazione
- Pete Jolly – accordion
- Buddy Collette – flauto, clarinetto basso
- Jim Hall – chitarra
- Gerald Wiggins – organo
- Red Callender – contrabbasso
- Louis Bellson – batteria

Note aggiuntive
- Robert Scherman – produttore, supervisore, note retrocopertina album
- Don Victor – foto copertina album
- Howard Goldstein/George Alpert – design e concept copertina album[2]